# Il mio amico Einstein
Il mio amico Einstein (Einstein and Eddington) è un film per la TV del 2008, diretto da Philip Martin e scritto da Peter Moffat.
Il film è interpretato da David Tennant, nel ruolo di Sir Arthur Stanley Eddington, e Andy Serkis, nei panni di Albert Einstein. Racconta lo scambio epistolare tra due illustri scienziati del XX secolo, che, sullo sfondo della "Grande Guerra", perseguono la verità scientifica trascendendo i confini nazionalistici. Einstein, il teorico tedesco, padre della Teoria della relatività generale ed Eddington, l'osservatore inglese, il primo a coglierne l'importanza e a dimostrarla, offrono al mondo una nuova visione del tempo e dello spazio.
Prodotto dalla Company Pictures per la BBC, in associazione con la HBO, è stato trasmesso per la prima volta sulla BBC Two il 22 novembre 2008. Le riprese del film si sono svolte a Cambridge (Inghilterra), in Croazia e in Ungheria.
In Italia il film è stato trasmesso in prima visione il 1º dicembre 2010 su Sky Cinema 1, e in replica il giorno successivo.

## Trama
Il preludio del film è ambientato sull'isola di Príncipe, al largo della costa occidentale africana, dove la spedizione di Sir Arthur Eddington si prepara per osservare l'eclissi solare del 1919. Per comprendere meglio l'obiettivo della spedizione, il film ci riporta indietro nel tempo, agli inizi della prima guerra mondiale, nel 1914. Eddington, brillante astrofisico, è stato appena nominato Direttore dell'Osservatorio dell'Università di Cambridge da Sir Oliver Joseph Lodge e sta traslocando, insieme alla sorella Winni, in quella che un tempo era stata l'abitazione del celebre fisico Isaac Newton. Sir Logde lo informa che l'Università di Berlino sta riunendo i migliori scienziati tedeschi per fini bellici, e lo invita a svolgere delle ricerche sui lavori di un certo "Albert Einstein", che mirano a confutare la consolidata teoria della gravità dell'inglese Newton.
Einstein vive a Zurigo, in Svizzera, con la moglie Mileva e i due figli, Hans e Eduard. Max Planck, un vecchio amico e scienziato tedesco, lo contatta e gli offre una prestigiosa cattedra, per conto dell'Università di Berlino, che vede nei suoi studi sulla gravità un'occasione per infliggere una cocente umiliazione agli inglesi, smentendo la teoria del loro più importante scienziato. Sebbene in un primo momento non sembri interessato, decide di accettare la proposta e si trasferisce a Berlino, dove conosce la cugina Elsa Einstein, della quale presto si innamora.
Intanto, Eddington, quacchero pacifista e tenace obiettore di coscienza, trascorre il suo tempo libero con l'amico William Marston, al quale, però, non osa rivelare i suoi veri sentimenti. Chiamato alle armi e assegnato al Reggimento di Cambridgeshire, William gli lascia il suo orologio da tasca, come pegno d'amicizia. Il giorno della partenza, Eddington capisce che non può più tacergli la verità e corre verso la stazione. Circostanze sfortunate, però, gli impediscono di arrivare in tempo e sebbene cerchi di raggiungere in bici il treno in corsa, i due non riescono, comunque, a salutarsi.
Dopo aver esaminato l'ultima pubblicazione di Einstein, risalente a nove anni prima, Eddington presenta la sua relazione ai colleghi astronomi, spiegando loro che ciò che lo scienziato tedesco sostiene è che il tempo "non è assoluto", non è ovunque lo stesso. Sebbene intrigato e aperto a questa nuova visione dell'Universo, di fronte al pregiudizio dei colleghi, ammette, suo malgrado, che questa teoria non è, comunque, sostenuta da alcuna prova concreta e, quindi, assecondando Sir Lodge, fervente sostenitore della teoria newtoniana sulla gravità, afferma che ciò che dice Einstein, in effetti, "non è reale". Il dubbio, però, di una teoria alternativa non lo abbandona: Newton ed Einstein "non possono avere entrambi ragione".
L'arrivo a Berlino di Mileva con i figli, e la scoperta della relazione tra il marito ed Elsa, segnano la fine del matrimonio di Einstein, mentre, a Cambridge, Eddington e il suo gruppo religioso diventano bersaglio della rabbia di un gruppo di contestatori xenofobi e anti-pacifisti, che vorrebbero i quaccheri in prima linea come gli altri giovani inglesi.
Intanto, a Berlino, lo scienziato Fritz Haber sta procedendo con una dimostrazione degli effetti di un gas tossico sui piccioni. Einstein rimane profondamente disgustato dall'idea che la scienza venga messa al servizio della guerra e, non volendo avere alcun ruolo in tutto questo, rifiuta di riconvertire la sua cittadinanza da Svizzera a Tedesca e di aggiungere la sua firma al "Manifesto al mondo civile", un elenco dei più illustri intellettuali tedeschi sostenitori della guerra.
Il Manifesto scatena la reazione degli scienziati inglesi e porta al divieto della circolazione di materiale scientifico tedesco in Gran Bretagna. Per nulla scoraggiato e fermamente convinto che le questioni politiche non dovessero ostacolare la scienza, Eddington prosegue le sue ricerche, rendendosi conto che l'orbita di Mercurio risultava leggermente inferiore rispetto a quella che avrebbe dovuto essere secondo le Leggi di Newton. Scrive, quindi, ad Einstein per chiedergli se la sua teoria era in grado di spiegare la  precessione del perielio di Mercurio. La lettera di Eddington scuote Einstein, liberandolo da una sorta di blocco. I suoi studi, infatti, di recente, non avevano mostrato alcun progresso, anche se ciò gli aveva dato modo di rendere più profonda la sua relazione con Elsa. Convinto di aver ripreso la giusta direzione, Einstein allontana Elsa e chiede la collaborazione di Planck. Immerso nuovamente nelle sue ricerche, riesce a spiegare l'orbita di Mercurio secondo la sua teoria. L'entusiasmo di Eddington per i progressi di Einstein si spegne presto, però, quando apprende della morte dei 15.000 soldati del Reggimento di Cambridgeshire, compreso l'amico William e il figlio di Sir Lodge, uccisi dai tedeschi con il gas asfissiante al cloro, nella Battaglia di Ypres. La perdita della persona amata, a cui non riesce a dare una spiegazione razionale, e l'impossibilità di esprimere liberamente il suo profondo dolore, tranne che alla sorella Winnie, fanno sorgere in lui dubbi sulla sua fede.
La notizia dell'uso di gas velenoso in battaglia fa esplodere anche l'ira di Einstein contro i suoi colleghi, che per questo motivo lo bandiscono dall'Università, mentre in Inghilterra la comunità scientifica inglese vota l'espulsione degli scienziati tedeschi da Cambridge, nonostante una fiera opposizione da parte di Eddington, che ribadisce loro "la ricerca della verità nella scienza trascende i confini nazionali".
Einstein continua a lavorare alla sua teoria e, benché si ammali, completa il suo lavoro sulla relatività generale. Ormai tagliato fuori dagli ambienti accademici, prega l'amico Planck di spedire una lettera ad Eddington, per informarlo dei risultati raggiunti. Eddington ha un'intuizione: la teoria di Einstein può essere provata dimostrando che, per effetto della gravità, la luce delle stelle viene curvata in prossimità della gravità del Sole. All'epoca, non avendo ancora filtri ottici per poter visionare e fotografare direttamente il Sole col telescopio, tale prova poteva essere fornita soltanto osservando la luce delle stelle vicino a esso attraverso una eclissi totale di sole. In quel periodo l'unica imminente eclissi sarebbe avvenuta sull'isola di Príncipe, nell'Africa occidentale, il 29 maggio 1919.

Superando le iniziali obiezioni di Sir Lodge, Eddington riesce ad ottenere i finanziamenti necessari per la spedizione in Africa, anche grazie all'appoggio del collega Frank Watson Dyson, che scioglie ogni resistenza ribadendo che, a prescindere dalla fondatezza o meno delle idee di Einstein, il merito di provare una nuova teoria della gravità o di riconfermare quella di Newton, andrà comunque ad una spedizione inglese.

Con la fine della guerra e il suo pesante bilancio, Winnie decide di partire con un gruppo di quaccheri per la Germania, per aiutare la popolazione nel difficile dopoguerra, ma prima di andare via, confessa al fratello il suo timore che lui stia perdendo qualcosa di cui prima era certo, la sua fede.

Nel frattempo, sull'isola di Príncipe, la sera prima dell'eclissi, piove a dirotto. Il cattivo tempo minaccia l'esito della spedizione. Il giorno seguente, due ore prima dell'inizio del grande evento (che avverrà nel meriggio, 14:15-14:20 ora locale), il cielo è ancora coperto da una spessa coltre di nubi. L'attrezzatura è pronta, ma nessun segno di schiarita. Eddington e Dyson aspettano. Quando ormai mancano solo pochi minuti alla totalità dell'eclissi, il sole trova un primo varco, quindi, il cielo si schiarisce permettendo ad Eddington di fotografare. Tornati in patria, Eddington e Dyson riuniscono i colleghi scienziati per confrontare pubblicamente le fotografie scattate durante l'eclissi con quelle del cielo stellato ripreso in condizioni normali. La sovrapposizione delle lastre mostra una differenza nella posizione delle stelle, confermando, quindi, la validità della teoria di Einstein. Mentre uno stizzito Sir Lodge abbandona la sala, Eddington esprime la sua ammirazione per un uomo che ha mostrato loro un "nuovo Universo" e nel cui lavoro ha trovato una conferma della propria fede.
Di ritorno nella sua casa a Berlino, dopo una breve visita alla famiglia in Svizzera, Einstein trova Elsa e Planck ad aspettarlo. Ma non sono i soli. La sua nuova teoria della gravità ha ormai fatto il giro del mondo e la stampa, in attesa fuori dal suo appartamento, vuole conoscere il grande scienziato.
Un anno dopo, sul finale, un riverito Einstein sale le scale dell'Università di Cambridge, dove, finalmente, incontra Eddington. Tra gli applausi della comunità scientifica, i due si stringono la mano e sorridono.